# San Jerónimo Caleras
San Jerónimo Caleras är en ort i Mexiko.   Den ligger i kommunen Atlixco och delstaten Puebla, i den sydöstra delen av landet, 100 km sydost om huvudstaden Mexico City. San Jerónimo Caleras ligger 1 764 meter över havet och antalet invånare är 617.
Terrängen runt San Jerónimo Caleras är huvudsakligen kuperad, men åt nordväst är den platt. Runt San Jerónimo Caleras är det ganska glesbefolkat, med 24 invånare per kvadratkilometer. Närmaste större samhälle är Atlixco, 12,1 km nordväst om San Jerónimo Caleras. I omgivningarna runt San Jerónimo Caleras växer huvudsakligen savannskog.